# Sergentia albodentata
Sergentia albodentata är en tvåvingeart som beskrevs av Pankratova 1983. Sergentia albodentata ingår i släktet Sergentia och familjen fjädermyggor. Inga underarter finns listade i Catalogue of Life.